# Manastigma julia
Manastigma julia is een vlinder uit de familie van de Lycaenidae. De wetenschappelijke naam van de soort is voor het eerst geldig gepubliceerd in 1977 door Nicolay.